# Marouène Maggaiez
Marouène Maggaiez (arabe : مروان مقايز), né le 28 juillet 1983 à Béni Khiar, est un handballeur tunisien. Il évolue comme gardien de but.

## Palmarès

### Clubs
Compétitions nationales
- Vainqueur du championnat de Tunisie : 2006, 2016, 2017
- Vainqueur du championnat de France : 2008
- Vainqueur de la coupe de France : 2008
- Vainqueur de la coupe de la Ligue française : 2007, 2008
- Finaliste de la coupe de la Ligue française : 2013

Compétitions internationales
- Vainqueur de la coupe Challenge : 2019
- Finaliste de la coupe de l'EHF : 2013
- Vainqueur de la coupe d'Afrique des vainqueurs de coupe : 2015
- Vainqueur de la Supercoupe d'Afrique : 2016
- Vainqueur de la coupe arabe des clubs vainqueurs de coupe : 2020

### Équipe nationale
Jeux olympiques
- 8e aux Jeux olympiques de 2012 à Londres ( Royaume-Uni)
- 12e aux Jeux olympiques de 2016 à Rio de Janeiro ( Brésil)

Championnats du monde
- 4e au championnat du monde 2005 ( Tunisie)
- 11e au championnat du monde 2007 ( Allemagne)
- 17e au championnat du monde 2009 ( Croatie)
- 11e au championnat du monde 2013 ( Espagne)
- 15e au championnat du monde 2015 ( Qatar)
- 12e au championnat du monde 2019 ( Danemark)
- 25e au championnat du monde 2021 ( Égypte)

Championnats d'Afrique
- Médaille d'or au championnat d'Afrique 2006 ( Tunisie)
- Médaille d'argent au championnat d'Afrique 2008 ( Angola)
- Médaille d'or au championnat d'Afrique 2010 ( Égypte)
- Médaille d'or au championnat d'Afrique 2012 ( Maroc)
- Médaille d'argent au championnat d'Afrique 2014 ( Algérie)
- Médaille d'argent au championnat d'Afrique 2016 ( Égypte)
- Médaille d'or au championnat d'Afrique 2018 ( Gabon)

Coupe du monde de handball
- Médaillé d'argent à la coupe du monde 2006 ( Suède)

Autres
- Médaillé de bronze aux Jeux méditerranéens de 2005 ( Espagne)